# Allyson Felix
Allyson Felix (ur. 18 listopada 1985 w Los Angeles) – amerykańska lekkoatletka, sprinterka, jedenastokrotna medalistka olimpijska z Aten (2004), Pekinu (2008), Londynu (2012), Rio de Janeiro (2016) i Tokio (2020). Trzynastokrotna mistrzyni świata: trzykrotnie w biegu na 200 m, raz w biegu na 400 m, trzykrotnie w sztafecie 4 × 100 m, pięciokrotnie w sztafecie 4 × 400 m, a także raz w sztafecie mieszanej. Brązowa medalistka igrzysk panamerykańskich (2003).
Zwyciężczyni łącznej punktacji Diamentowej Ligi 2010 w biegach na 200 i 400 metrów.
Czterokrotnie (2005, 2007, 2010 & 2012) wygrywała w plebiscycie na najlepszą lekkoatletkę Stanów Zjednoczonych.
Laureatka plebiscytu IAAF World Athlete of the Year dla najlepszej lekkoatletki 2012 roku.
W finałowym biegu na 200 m podczas Mistrzostw Świata w Moskwie w 2013 roku kontuzja uniemożliwiła jej poprawienie dorobku medalowego. Na kolejnych mistrzostwach globu w Pekinie zdobyła trzy krążki: złoty w biegu na 400 metrów oraz dwa srebrne w sztafetach 4 × 100 i 4 × 400 m. W 2017 w Londynie do kolekcji medalowej dołożyła jeszcze trzy krążki: brązowy w biegu na 1 okrążenie stadionu oraz złote medale w biegach rozstawnych na 4 × 100 oraz 4 × 400 metrów. Dwa lata później w Dosze zdobyła dwa złote medale: za bieg w eliminacjach sztafety 4 × 400 metrów oraz w sztafecie mieszanej 4 × 400 metrów.
Córka nauczycielki Marlean i kapłana Paula.

## Rekordy życiowe

### Stadion otwarty
| Konkurencja        | Rekord (s) | Miejsce | Data       |
| ------------------ | ---------- | ------- | ---------- |
| Bieg na 100 metrów | 10,89      | Londyn  | 4.08.2012  |
| Bieg na 200 metrów | 21,69      | Eugene  | 30.06.2012 |
| Bieg na 400 metrów | 49,26      | Pekin   | 27.08.2015 |

- W 2012 na Letnich Igrzyskach Olimpijskich w Londynie Felix przebiegła drugą zmianę sztafety 4 x 400 m w czasie 48,2
- W 2015 na Mistrzostwach Świata w Pekinie przebiegła trzecią zmianę sztafety 4 x 400 m w czasie 47,72 (drugi najlepszy czas w historii i najlepszy w historii czas Amerykanki)[7]

### Hala
| Konkurencja   | Rekord (s) | Miejsce      | Data       |
| ------------- | ---------- | ------------ | ---------- |
| Bieg na 60 m  | 7,10       | Fayetteville | 11.02.2012 |
| Bieg na 200 m | 23,14      | Boston       | 2.03.2003  |
| Bieg na 300 m | 36,33      | Fayetteville | 09.02.2007 |
| Bieg na 400 m | 51,37      | Albuquerque  | 28.02.2010 |

## Sukcesy

### Igrzyska olimpijskie
| Igrzyska olimpijskie | Miejsce        | Data             | Konkurencja        | Wynik     | Miejsce    |
| -------------------- | -------------- | ---------------- | ------------------ | --------- | ---------- |
| Ateny 2004           | Ateny          | 25 sierpnia 2004 | Bieg na 200 m      | 22,18 s   | 2. miejsce |
| Pekin 2008           | Pekin          | 21 sierpnia 2008 | Bieg na 200 m      | 21,93 s   | 2. miejsce |
| Pekin 2008           | Pekin          | 23 sierpnia 2008 | Sztafeta 4 × 400 m | 3:18,54 s | 2. miejsce |
| Londyn 2012          | Londyn         | 8 sierpnia 2012  | Bieg na 200 m      | 21,88 s   | 1. miejsce |
| Londyn 2012          | Londyn         | 10 sierpnia 2012 | Sztafeta 4 × 100 m | 40,82 s   | 1. miejsce |
| Londyn 2012          | Londyn         | 11 sierpnia 2012 | Sztafeta 4 × 400 m | 3:16,87 s | 1. miejsce |
| Rio de Janeiro 2016  | Rio de Janeiro | 15 sierpnia 2016 | Bieg na 400 m      | 49,54 s   | 2. miejsce |
| Rio de Janeiro 2016  | Rio de Janeiro | 19 sierpnia 2016 | Sztafeta 4 × 100 m | 41,01 s   | 1. miejsce |
| Rio de Janeiro 2016  | Rio de Janeiro | 20 sierpnia 2016 | Sztafeta 4 × 400 m | 3:19,06 s | 1. miejsce |
| Tokio 2020           | Tokio          | 6 sierpnia 2021  | Bieg na 400 m      | 49,46 s   | 3. miejsce |
| Tokio 2020           | Tokio          | 7 sierpnia 2021  | Sztafeta 4 × 400 m | 3:16,85 s | 1. miejsce |

### Mistrzostwa świata
| Mistrzostwa świata | Miejsce  | Data                | Konkurencja                   | Wynik         | Miejsce    |
| ------------------ | -------- | ------------------- | ----------------------------- | ------------- | ---------- |
| Helsinki 2005      | Helsinki | 12 sierpnia 2005    | Bieg na 200 m                 | 22,16 s       | 1. miejsce |
| Osaka 2007         | Osaka    | 31 sierpnia 2007    | Bieg na 200 m                 | 21,81 s       | 1. miejsce |
| Osaka 2007         | Osaka    | 1 września 2007     | Sztafeta 4 × 100 m            | 41,98 s       | 1. miejsce |
| Osaka 2007         | Osaka    | 2 września 2007     | Sztafeta 4 × 400 m            | 3:18,55       | 1. miejsce |
| Berlin 2009        | Berlin   | 21 sierpnia 2009    | Bieg na 200 m                 | 22,02 s       | 1. miejsce |
| Berlin 2009        | Berlin   | 23 sierpnia 2009    | Sztafeta 4 × 400 m            | 3:17,83       | 1. miejsce |
| Daegu 2011         | Daegu    | 29 sierpnia 2011    | Bieg na 400 m                 | 49,59 s       | 2. miejsce |
| Daegu 2011         | Daegu    | 2 września 2011     | Bieg na 200 m                 | 22,42 s       | 3. miejsce |
| Daegu 2011         | Daegu    | 3 września 2011     | Sztafeta 4 × 400 m            | 3,18.09       | 1. miejsce |
| Daegu 2011         | Daegu    | 4 września 2011     | Sztafeta 4 × 100 m            | 41,56 s       | 1. miejsce |
| Pekin 2015         | Pekin    | 27 sierpnia 2015    | Bieg na 400 m                 | 49,26 s       | 1. miejsce |
| Pekin 2015         | Pekin    | 29 sierpnia 2015    | Sztafeta 4 × 100 m            | 41,68 s       | 2. miejsce |
| Pekin 2015         | Pekin    | 30 sierpnia 2015    | Sztafeta 4 × 400 m            | 3:19,44       | 2. miejsce |
| Londyn 2017        | Londyn   | 9 sierpnia 2017     | Bieg na 400 m                 | 50,08 s       | 3. miejsce |
| Londyn 2017        | Londyn   | 12 sierpnia 2017    | Sztafeta 4 × 100 m            | 41,82 s       | 1. miejsce |
| Londyn 2017        | Londyn   | 13 sierpnia 2017    | Sztafeta 4 × 400 m            | 3:19,02       | 1. miejsce |
| Doha 2019          | Doha     | 29 września 2019    | Sztafeta mieszana (4 × 400 m) | 3:09,34       | 1. miejsce |
| Doha 2019          | Doha     | 5 października 2019 | Sztafeta 4 × 400 m            | 3:22,96 (el.) | 1. miejsce |
| Eugene 2022        | Eugene   | 15 lipca 2022       | Sztafeta mieszana (4 × 400 m) | 3:10,16       | 3. miejsce |
| Eugene 2022        | Eugene   | 24 lipca 2022       | Sztafeta 4 × 400 m            | 3:17,79       | 1. miejsce |